# 寄多罗
寄多罗一世，大月氏王，勇武非凡。后为匈奴所逐，向西迁徙，建立寄多罗王朝。他可能是匈尼特人，匈奴的后裔。

## 出处
《北史》卷九十七 列传第八十五：
- 大月氏国，都剩盐氏城，在弗敌沙西，去代一万四千五百里。北与蠕蠕接，数为所侵，遂西徙都薄罗城，去弗敌沙二千一百里。其王寄多罗勇武，遂兴师越大山，南侵北天竺。
- 小月氏国，都富楼沙城，其王本大月氏王寄多罗子也。寄多罗为匈奴所逐，西徙。后令其子守此城，因号小月氏焉。[3]

## 图片

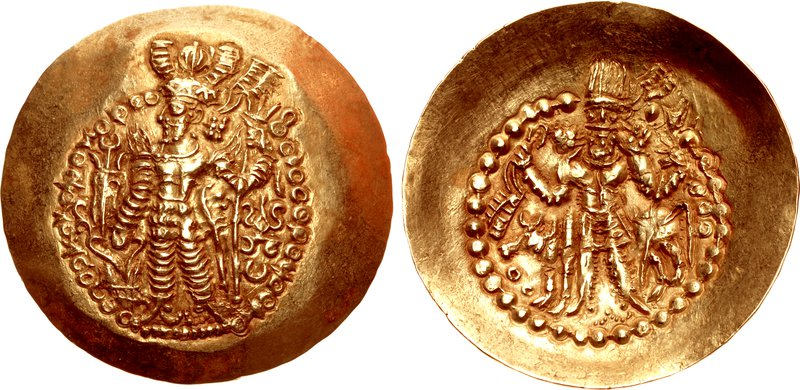
贵霜货币

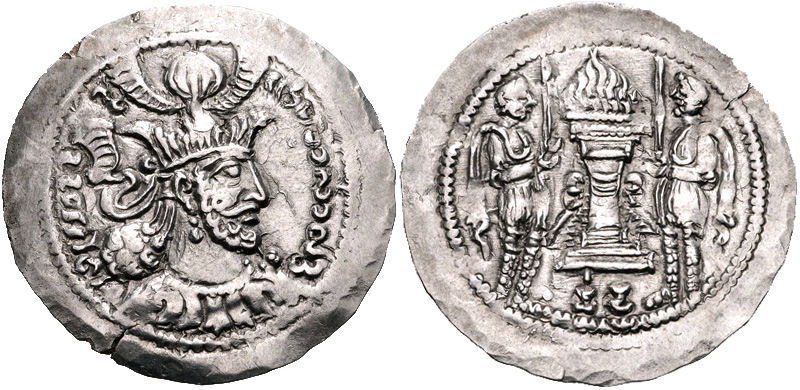
印度-萨珊帝国的Varahran Kushanshah

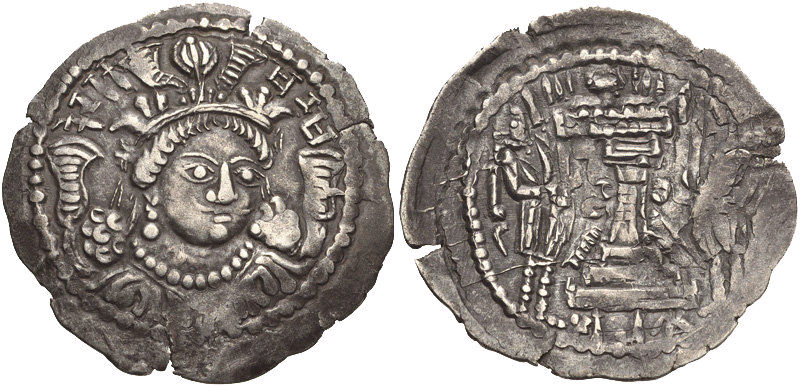
Kidari Kushana